# 国際連合安全保障理事会決議1440
国際連合安全保障理事会決議1440（こくさいれんごうあんぜんほしょうりじかいけつぎ1440 英: United Nations Security Coucil Resolution 1440）は、2002年10月24日に国際連合安全保障理事会において全会一致で採択された決議。

## 概要
国際連合憲章と2001年9月28日に採択された決議1373の原則を改めて確認した上で、国際連合安全保障理事会はロシアのモスクワで発生したチェチェン共和国武装勢力による劇場占拠事件を非難した。
国際連合安全保障理事会はテロ行為によって引き起こされた国際平和と安全の脅威に対して断固立ち向かう必要があることを改めて確認した。さらに劇場占拠事件や、世界各国で発生したテロ行為を非難するとともに人質の即時解放を要求した。なお、国際連合安全保障理事会は今回の劇場占拠事件において犠牲となった被害者の家族、ロシア政府、およびロシア国民に対して深い同情と哀悼の意を表した。
決議では決議1373に基づく義務として、世界各国に対して事件を引き起こしたチェチェン共和国の武装勢力を裁判にかけるためにロシア当局と協力し援護をするように要求した。最後に、国際連合安全保障理事会はあらゆるテロリズムと断固闘っていく決意を表明して閉会した。